# Халід Джасім Аш-Шамарі
Халід Джасім Аш-Шамарі  (1 липня 1965) — іракський дипломат. Повноважний міністр, тимчасово повірений у справах Іраку в Україні.

## Біографія
Народився 1 липня 1950 року в місті Аль-Кадісія (Ірак). У 1974 році закінчив Університет Аль-Мунтасерія, бакалавр англійської мови. У 1983 році закінчив Університет м. Бас у Великій Британії, переклад англійської мови. У 2002 році закінчив Багдадський університет, іспанська мова.
У 1968 — 1980 рр. службовець та перекладач Міністерства сільського господарства Іраку. 
У 1980 — 1983 рр. перекладач Міністерства закордонних справ Іраку. 
У 1983 — 1984 рр. третій секретар Міністерства закордонних справ Іраку.
У 1984 — 1986 рр. третій секретар посольства Іраку в Малайзії. 
У 1986 — 1990 рр. третій секретар - перший секретар посольства Республіки Ірак в Сполучених Штатах Америки.
У 1990 — 1992 рр. перший секретар - радник МЗС Іраку. 
У 1992 — 1995 рр. повноважний міністр Міністерства закордонних справ Іраку. 
У 1995 — 1998 рр. повноважний міністр, тимчасовий повірений у справах посольства Іраку в Австралії.
У 1998 — 2002 рр. повноважний міністр Міністерства закордонних справ Іраку.
У 2002 — 2003 рр. повноважній міністр, тимчасовий повірений у справах посольства Іраку в Австрії. 
У 2003 — 2004 рр. повноважний міністр Міністерства закордонних справ Іраку.
У 2004 — 2006 рр. начальник прес-служби Міністерства закордонних справ Іраку.
З 1 липня 2007 по 2010 рік — повноважний міністр, тимчасовий повірений у справах посольства Республіки Ірак в Києві.